# Bernhard von Jacobi
Bernhard Friedrich Ernst Jacobi, seit 1866 von Jacobi, (* 25. September 1823 in Hannover; † 16. September 1881 in Northeim) war ein Generalstabsoffizier der Hannoverschen Armee und zuletzt preußischer Oberstleutnant.

## Leben
Er war der Sohn des späteren hannoverschen Generals und Kriegsministers Carl von Jacobi. Sein Vater war am 17. Mai 1866 für sich und seine Nachkommen in den erblichen hannoverschen Adelsstand erhoben worden.
Jacobi wurde 1843 Kadett im Garde-Jäger-Bataillon der Hannoverschen Armee. Im September 1845 folgte seine Versetzung in das 5. Infanterie-Regiment, mit welchem er ab 1848 an der Schleswig-Holsteinischen Erhebung gegen Dänemark teilnahm. 1849 wurde er zum Generalstab kommandiert und 1852 in diesen versetzt. 1856 wurde er zum Hauptmann und 1866 während des Krieges gegen Preußen noch vor dem Abmarsch aus Göttingen Richtung Langensalza zum Major befördert. Als Parlamentär am 24. Juni 1866 nach Gotha entsandt, nahm Jacobi mit einem Telegramm Einfluss auf die Aufstellung der Hannoverschen Armee, der kritisch gesehen werden kann und von ihm in einer Rechtfertigungsschrift vom 26. Juli 1866 klarzustellen versucht wurde. Jacobi war am Tag der Schlacht bei Langensalza, dem 27. Juni 1866, als Generalstabsoffizier dem Kommandeur der 4. Brigade, General Ludwig von Bothmer zugewiesen, der es möglicherweise versäumte, die hannoversche Position durch einen Übertritt über die Unstrut zu verbessern.
Mit Auflösung der hannoverschen Armee wurde er zur Disposition gestellt, trat allerdings am 27. Juli 1868 beim 3. Hannoverschen Infanterie-Regiment Nr. 79 für vier Monate in preußische Dienst. Nach dem Deutsch-Französischen Krieg wurde er Bezirkskommandeur in Colmar.
Jacobi hatte sich am 30. Oktober 1853 in Hannover mit Minna Hahn (1832–1856) verheiratet. Nach ihrem Tod heiratete er am 8. März 1860 Marie von Prott (1828–1863), Tochter des hannoverschen Generals der Infanterie Viktor von Prott. In dritter Ehe war Jacobi seit dem 3. April 1864 mit Maria Warnholz (* 1835) verheiratet. Aus der ersten Ehe ging die Tochter Minna (* 1856) und aus der dritten die Tochter Auguste (* 1867) hervor, die den späteren preußischen General der Infanterie Erich von Gündell heiratete.

## Schriften
- Hannovers Theilnahme an der Erhebung im Frühjahre 1813. Hannover 1863 (Digitalisat)